# Modallogik

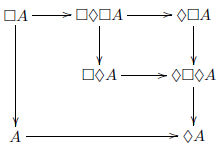
Abhängigkeit zwischen den Modalitäten im Modallogischen System S4

Die Modallogik ist derjenige Zweig der Logik, der sich mit den Folgerungen um die Modalbegriffe möglich und notwendig befasst. So lassen sich innerhalb der Modallogik nicht nur Aussagen wie „Es regnet“ oder „Alle Kreise sind rund“ analysieren, sondern auch Aussagen wie „Möglicherweise regnet es“ und „Notwendigerweise sind alle Kreise rund“.

## Geschichte
Die frühesten Ansätze zu einer Modallogik finden sich bei Aristoteles in der ersten Analytik. Dort werden zu jedem kategorischen Syllogismus auch die modallogischen Varianten diskutiert.
Im Mittelalter untersuchte u. a. Duns Scotus modallogische Begriffe. In der 1662 erstmals veröffentlichten Logik von Port-Royal wurden die Modi „möglich“, „zufällig“, „unmöglich“ und „notwendig“ im Zusammenhang mit der Entstehung von Urteilen behandelt. Gottfried Wilhelm Leibniz prägte wenig später den Ausdruck „mögliche Welt“, der für die Entwicklung der modallogischen Modelltheorie bedeutsam geworden ist. Seit dem 20. Jahrhundert ist zwischen zwei grundsätzlich verschiedenen Ansätzen zur Präzisierung modaler Aussagen und ihrer logischen Zusammenhänge zu unterscheiden, einem objektsprachlich-axiomatischen und einem metasprachlich-operativen.
Den ersten axiomatischen Ansatz lieferte Clarence Irving Lewis 1912 in seiner Kritik der „materiellen Implikation“ (von Whitehead und Russell), die keineswegs dem herkömmlichen „wenn-dann“ entsprach. Zusammen mit C. H. Langford stellte er 1932 fünf logische Systeme (S1 bis S5) mit unterschiedlichen modalen Axiomen auf, die mehr oder weniger „plausibel“ erschienen. Erst 1963 konnte Saul Kripke eine Semantik für die Vielzahl der bis dahin vorgeschlagenen modallogischen Systeme entwickeln. Auf dieser axiomatischen Grundlage verwendeten seit den 1970er Jahren Bas van Fraassen (Toronto) und Maria L. Dalla Chiara (Florenz) Modalitäten im Rahmen der Quantenlogik.
Weitgehend folgenlos für die weitere Entwicklung der Modallogik blieben die Versuche des Husserl-Schülers Oskar Becker 1930, die modalen Aussagen von Lewis phänomenologisch zu interpretieren. Einer Anregung Beckers folgend zeigte Kurt Gödel 1932 eine enge Verbindung zwischen dem System S4 und der intuitionistischen Logik auf.
Grundlegend neu war das metasprachliche Konzept für Modalitäten von Rudolf Carnap 1934. Im Rahmen einer scharfen Kritik an Wittgensteins Auffassung von der grundsätzlichen Beschränktheit sprachlicher Ausdrucksfähigkeit behauptete er, die von Lewis vorgenommene Erweiterung der klassischen Logik durch Hinzufügung eines Operators „möglich“ sei zwar nicht falsch, aber überflüssig, „da die Metasprache, die auch zur Beschreibung der axiomatischen Modallogik nötig ist, bei exakter Formulierung bereits sowohl die Folgebeziehung als auch die Modalitäten auszudrücken gestattet.“
Dieses Konzept Carnaps, Modalitäten nur beim Sprechen über eine Sprache, also metasprachlich zu verwenden, wurde erst wieder 1952 von Becker aufgegriffen und zwei Jahre später von Paul Lorenzen zur Begründung seiner operativen Modallogik verwendet. Die von Lorenzen (später auch von Schwemmer) ausgebaute konstruktive Logik auf der Grundlage einer formalisierten Dialogsemantik wurde erstmals von Peter Mittelstaedt 1961 in die Quantenlogik eingeführt und 1979 von seinem Schüler Franz Josef Burghardt zur „modalen Quantenmetalogik“ weiterentwickelt.

## Zugrundeliegende Intuition
Mit den Begriffen „möglich“ und „notwendig“ bietet die Sprache neben „wahr“ und „falsch“ eine zusätzliche Möglichkeit, Aussagen zu charakterisieren: Manche falsche Aussagen sind doch möglich, manche wahre Aussagen sind darüber hinaus notwendig. Wenn wir feststellen wollen, ob eine Aussage möglich ist, können wir versuchen, uns eine Situation vorzustellen, in der die Aussage wahr ist. Wir können uns beispielsweise vorstellen, dass es Menschen mit grüner Haut geben könnte. Die Aussage „Manche Menschen haben grüne Haut“ ist daher möglich. Wir können uns jedoch nicht vorstellen, dass es eckige Kreise geben könnte. Die Aussage „Es gibt eckige Kreise“ ist daher nicht möglich, d. h. unmöglich. Außerdem gibt es Aussagen, die in jeder vorstellbaren Situation wahr sind. Solche Aussagen bezeichnen wir als notwendig.
In der Modallogik spricht man statt von möglichen oder vorstellbaren Situationen auch von „möglichen Welten“. Die Situation, in der wir tatsächlich leben, ist dabei eine der möglichen Welten, die „tatsächliche Welt“ (engl. actual world, deshalb manchmal auch aktuelle Welt genannt). Eine Aussage ist möglich, wenn sie in einer möglichen Welt wahr ist, sie ist notwendig, wenn sie in allen möglichen Welten wahr ist.
Notwendige Aussagen sind z. B. „Kreise sind rund“ und „Junggesellen sind unverheiratet“. Allerdings erfordern Aussagen wie die des letzten Satzes, dass alle dieselbe Intuition über das, was ein Kreis ist, haben. Das ist mitnichten der Fall. Dann ist sie aber nicht als notwendig, sondern als möglich zu bezeichnen. Im Rahmen des Begriffs „Metrischer Raum“ kann jedes konvexe geometrische Objekt zusammen mit einem Punkt in seinem Inneren als sogenannter Einheitskreis dazu dienen, eine Metrik zu definieren, beispielsweise ein Rechteck, ein konvexer Zylinder oder eine Kugel. Alle weiteren Kreise in dieser Metrik ergeben sich daraus. In diesem Sinn erschiene die apodiktische Aussage „Kreise sind rund“ als eine, die Forderungen an eine eventuell sinnvoll mögliche, von der üblichen Intuition abweichende Begriffsdefinition „rund“ stellt.
Wenn man eine Aussage in diesem Sinn als möglich bezeichnet, nimmt man nicht Stellung dazu, ob die Aussage auch falsch sein könnte. Aus diesem Grund sind alle notwendigen Sachverhalte auch möglich: Wenn eine Aussage in allen möglichen Welten wahr ist, dann ist sie trivialerweise auch in mindestens einer möglichen Welt wahr. Von diesem Möglichkeitsbegriff unterscheidet sich der Begriff der Kontingenz: Kontingent ist eine Aussage genau dann, wenn sie in mindestens einer möglichen Welt wahr und in mindestens einer möglichen Welt falsch ist, wenn sie also möglich, aber nicht notwendig ist.

## Wahrheitsfunktionalität der Modallogik
Im Gegensatz zur klassischen Aussagenlogik ist die Modallogik nicht wahrheitsfunktional. Das heißt, dass, wenn man in einer Aussage, die modallogische Ausdrücke enthält, eine Teilaussage durch eine andere mit gleichem Wahrheitswert ersetzt, der Wahrheitswert der Gesamtaussage nicht unbedingt erhalten bleibt. Betrachten wir als Beispiel die Aussage „Es ist möglich, dass Sokrates kein Philosoph ist“. Diese Aussage ist wahr (wir können uns vorstellen, dass Sokrates sich niemals für Philosophie interessiert hätte) und enthält als Teilaussage die falsche Aussage „Sokrates ist kein Philosoph“. Ersetzen wir nun diese Teilaussage durch die ebenfalls falsche Aussage „Es gibt eckige Kreise“, so erhalten wir „Es ist möglich, dass es eckige Kreise gibt“. Dies ist aber, im Gegensatz zu unserer Ausgangsaussage, falsch (denn wir können uns, wie gesagt, keine eckigen Kreise vorstellen). Damit ist gezeigt, dass die Modallogik nicht wahrheitsfunktional ist.

## Notation
| Schreibweise                                     | Sprechweise              |
| ------------------------------------------------ | ------------------------ |
| {\displaystyle \Diamond p}                       | Es ist möglich, dass p   |
| {\displaystyle \Box p}                           | Es ist notwendig, dass p |
| {\displaystyle \Diamond p\wedge \Diamond \neg p} | p ist kontingent         |

In der Modallogik wird der Ausdruck „möglich“ (genauer: der Satzoperator „es ist möglich, dass…“) durch eine auf die Spitze gestellte Raute dargestellt, die auch „Diamond“ (engl. für Raute) heißt, und der Ausdruck „notwendig“ (genauer: „es ist notwendig, dass…“) durch ein kleines Quadrat, das auch „Box“ genannt wird.

## Modallogische Folgerungen

### Modaloperatoren und Negation
Verbinden sich die Modaloperatoren mit der Negation, also dem „nicht“ (in formaler Darstellung: {\displaystyle \neg }), so macht es einen Unterschied, ob die Negation sich auf den ganzen, aus Modaloperator und Aussage zusammengesetzten Ausdruck bezieht oder nur auf den dem Modaloperator nachgestellten Ausdruck. „Es ist nicht möglich, dass Sokrates Philosoph ist“ ({\displaystyle \neg \Diamond p}) bedeutet also etwas anderes als „Es ist möglich, dass Sokrates kein Philosoph ist“ ({\displaystyle \Diamond \neg p}), die erste Aussage ist falsch, die zweite wahr. Ferner ist zu beachten, dass sich Aussagen mit dem Möglichkeitsoperator in Aussagen mit dem Notwendigkeitsoperator übersetzen lassen und umgekehrt. „Es ist möglich, dass Sokrates kein Philosoph ist“ ist gleichbedeutend mit „Es ist nicht notwendig, dass Sokrates ein Philosoph ist“, „Es ist nicht möglich (es ist unmöglich), dass Sokrates ein Elefant ist“ mit „Es ist notwendig, dass Sokrates kein Elefant ist“. In formaler Schreibweise:
- {\displaystyle \Diamond \neg p} ist äquivalent zu {\displaystyle \neg \Box p}
- {\displaystyle \neg \Diamond p} ist äquivalent zu {\displaystyle \Box \neg p}

„Es ist möglich, dass Sokrates Philosoph ist“ ist darüber hinaus gleichbedeutend mit „Es ist nicht notwendig, dass Sokrates kein Philosoph ist“ und „Es ist notwendig, dass Sokrates ein Mensch ist“ mit „Es ist nicht möglich, dass Sokrates kein Mensch ist“.
- {\displaystyle \Diamond p} ist äquivalent zu {\displaystyle \neg \Box \neg p}
- {\displaystyle \Box p} ist äquivalent zu {\displaystyle \neg \Diamond \neg p}

Aufgrund dieser letzten beiden Äquivalenzen lässt sich der Möglichkeitsoperator durch den Notwendigkeitsoperator definieren bzw. umgekehrt.

### Disjunktion und Konjunktion
Die Disjunktion (Oder-Verknüpfung, symbolisch: {\displaystyle \vee }) zweier möglicher Aussagen ist gleichbedeutend mit der Möglichkeit ihrer Disjunktion. Aus „Es ist möglich, dass Sokrates ein Philosoph ist oder es ist möglich, dass er ein Schreiner ist“ folgt „Es ist möglich, dass Sokrates ein Philosoph oder ein Schreiner ist“ und umgekehrt.
- {\displaystyle \Diamond p\vee \Diamond q} ist äquivalent zu {\displaystyle \Diamond (p\vee q)}

Ähnliches gilt für den Notwendigkeitsoperator und die Konjunktion (Und-Verknüpfung, symbolisch: {\displaystyle \wedge }): „Es ist notwendig, dass alle Kreise rund sind, und es ist notwendig, dass alle Dreiecke eckig sind“ ist äquivalent mit „Es ist notwendig, dass alle Kreise rund und alle Dreiecke eckig sind“.
- {\displaystyle \Box p\wedge \Box q} ist äquivalent zu {\displaystyle \Box (p\wedge q)}

Anders sieht es bei der Konjunktion von Möglichkeits- und der Disjunktion von Notwendigkeitsaussagen aus. Zwar impliziert die Möglichkeit einer Konjunktion zweier Aussagen die Konjunktion der Möglichkeit der Aussagen, dies gilt aber nicht umgekehrt. Wenn es möglich ist, dass Sokrates sowohl Philosoph als auch Schreiner ist, dann muss es möglich sein, dass er Philosoph ist, und auch möglich, dass er Schreiner ist. Im Gegensatz dazu ist es z. B. sowohl möglich, dass die Anzahl der Planeten gerade ist, als auch möglich, dass sie ungerade ist, es ist aber nicht möglich, dass sie sowohl gerade als auch ungerade ist.
- aus {\displaystyle \Diamond (p\wedge q)}, folgt {\displaystyle \Diamond p\wedge \Diamond q}, aber nicht umgekehrt

Ähnlich kann man aus der Disjunktion der Notwendigkeit zweier Aussagen die Notwendigkeit der Disjunktion der Einzelaussagen folgern, jedoch nicht umgekehrt. Ist es notwendig, dass es unendlich viele Primzahlen gibt oder notwendig, dass Sokrates ein Philosoph ist, dann muss es notwendig sein, dass es unendlich viele Primzahlen gibt oder dass Sokrates ein Philosoph ist. Es ist aber andererseits beispielsweise notwendig, dass Frank höchstens 75 kg wiegt oder schwerer ist als 75 kg, es ist aber weder notwendig, dass er höchstens 75 kg wiegt, noch notwendig, dass er schwerer ist als 75 kg. Daher:
- aus {\displaystyle \Box p\vee \Box q} folgt {\displaystyle \Box (p\vee q)}, aber nicht umgekehrt

### Quantoren, Barcan-Formeln
Bei der Verwendung von Quantoren ist in der philosophischen Logik umstritten, ob es erlaubt sein soll, Modaloperatoren aus dem Geltungsbereich von Quantoren auszuklammern oder umgekehrt. Strittig sind also die folgenden metasprachlichen Regeln (bzw. entsprechende Axiomenschemata). Dabei steht {\displaystyle \nu } für eine Individuenvariable und {\displaystyle \Phi } für einen Prädikatsnamen in der Objektsprache:
- {\displaystyle \exists \nu \Diamond \Phi \nu } ist äquivalent zu {\displaystyle \Diamond \exists \nu \Phi \nu }.
- {\displaystyle \Box \forall \nu \Phi \nu } ist äquivalent zu {\displaystyle \forall \nu \Box \Phi \nu }

Dabei ist eine Richtung der Äquivalenz jeweils unproblematisch und wird akzeptiert:
- Aus {\displaystyle \exists \nu \Diamond \Phi \nu } folgt {\displaystyle \Diamond \exists \nu \Phi \nu }. Gibt es einen Gegenstand, der möglicherweise die Eigenschaft {\displaystyle \Phi } hat, so muss es möglicherweise etwas geben, das die Eigenschaft {\displaystyle \Phi } hat.
- Aus {\displaystyle \Box \forall \nu \Phi \nu } folgt {\displaystyle \forall \nu \Box \Phi \nu }. Haben notwendigerweise alle Gegenstände die Eigenschaft {\displaystyle \Phi }, so hat jeder Gegenstand notwendigerweise die Eigenschaft {\displaystyle \Phi }.

Diese Aussagen gelten in den meisten quantifizierten Modallogiken.
Problematischer sind jedoch die in den nach Ruth Barcan Marcus benannten Rückrichtungen der zwei Äquivalenzbehauptungen (Barcan-Formeln):
- Aus {\displaystyle \Diamond \exists \nu \Phi \nu } folgt {\displaystyle \exists \nu \Diamond \Phi \nu }
- Aus {\displaystyle \forall \nu \Box \Phi \nu } folgt {\displaystyle \Box \forall \nu \Phi \nu }

Die beiden Barcan-Formeln sind bei der üblichen Ersetzbarkeit von {\displaystyle \Box } … durch {\displaystyle \neg \Diamond \neg } … und {\displaystyle \forall \nu } … durch {\displaystyle \neg \exists \nu \neg } … zueinander äquivalent. Die Debatte dreht sich um die Interpretation der Formeln. Gibt es zum Beispiel jemanden, der sich einen Bart wachsen lassen kann (der also möglicherweise bärtig ist), so ist es möglich, dass es jemanden gibt, der einen Bart trägt. Die der Barcan-Formel entsprechende Umkehrung (Wenn es möglicherweise jemanden gibt, der bärtig ist, so gibt es jemanden, der möglicherweise bärtig ist.) führt zu folgendem Problem: Der vordere Teil des Wenn-Dann Satzes behauptet nur, dass es ein Individuum geben kann, das bärtig wäre, der hintere Teil setzt voraus, dass es ein Individuum gibt, das möglicherweise bärtig ist. Dieser Teilsatz hat also eine Existenzpräsupposition: Nehmen wir an, dass der Quantor sich auf eine Menge von Personen bezieht, die sich gerade in einem bestimmten Raum befinden, so setzt der hintere Teil voraus, dass sich gerade jemand in dem Raum befindet, der sich einen Bart wachsen lassen könnte, der vordere Teil nicht. So wird z. B. ausgeschlossen, dass der Raum zufällig leer ist. Dies wird umso problematischer, wenn sich der Quantor auf ‚Alles, was es gibt‘ beziehen soll; die Barcan-Formel würde dann behaupten, dass jedes mögliche Objekt (possibilium), dem eine Eigenschaft {\displaystyle \Phi } zugewiesen werden kann, jetzt existiert und möglicherweise die Eigenschaft {\displaystyle \Phi } aufweist. Nehmen wir z. B. an, der kinderlose Philosoph Ludwig Wittgenstein hätte einen Sohn haben können, so folgte aus der Formel, dass es jetzt eine Person gäbe, die möglicherweise Wittgensteins Sohn ist. Die Umstrittenheit der Barcan-Formel für Notwendigkeit und Allquantor kann man sich anhand desselben Beispiels klarmachen: Alle (tatsächlich existierenden) Menschen sind notwendigerweise keine Söhne Wittgensteins, das bedeutet aber nicht, dass notwendigerweise alle (möglichen) Menschen keine Söhne Wittgensteins sind, dass Wittgenstein also keine Söhne hätte haben können. Ruth Barcan Marcus selbst hat die Formeln aufgestellt, aber aus genau diesen Gründen aus normalen modallogischen System ausgeschlossen.
Statt der Barcan-Formeln werden jedoch folgende Schemata als gültig akzeptiert:
- Aus {\displaystyle \Diamond \forall \nu \Phi \nu } folgt {\displaystyle \forall \nu \Diamond \Phi \nu }, aber nicht umgekehrt

Aus der Möglichkeit einer Allaussage folgt die Allquantifikation einer Möglichkeitsaussage, aber nicht umgekehrt.
Die Gründe hierfür sind ähnlich wie jene, die oben bei der Kombination von Konjunktion und Möglichkeit festgestellt wurden (siehe auch de re und de dicto). Wenn es möglich ist, dass alle Männer einen Bart tragen, so müssen alle Männer einen Bart haben können. Obwohl beim Backgammon jeder möglicherweise gewinnen kann, bedeutet dies nicht, dass es möglich ist, dass alle gewinnen (bei diesem Spiel kann es nämlich immer nur einen Gewinner geben).
- Aus {\displaystyle \exists \nu \Box \Phi \nu } folgt {\displaystyle \Box \exists \nu \Phi \nu }, aber nicht umgekehrt

Die Existenzquantifikation einer Notwendigkeitsaussage impliziert analog die Notwendigkeit der Existenzaussage, aber nicht umgekehrt. Gibt es beispielsweise ein Ding, das notwendigerweise Gott ist, so ist es notwendig, dass es einen Gott gibt. Beim Backgammon gibt es notwendig einen Sieger (das Spiel kann nämlich nicht unentschieden ausgehen), daraus folgt jedoch nicht, dass einer der Spieler notwendig gewinnt.

## Andere Interpretationen der Modaloperatoren
Die Operatoren Diamond und Box können auch auf andere Weise versprachlicht werden als durch „notwendig“ und „möglich“. Bei der „deontischen“ Deutung werden die Operatoren durch die ethischen Begriffe „geboten“ und „erlaubt“ interpretiert, man spricht dann nicht mehr von Modallogik im engeren Sinne, sondern von deontischer Logik. Die Modallogik im engeren Sinne wird dann gelegentlich auch als „alethische Modallogik“ bezeichnet. In der temporalen Logik werden die Operatoren dagegen zeitlich interpretiert. Fasst man die Operatoren als Begriffe des Glaubens, also des subjektiven Für-Wahr-Haltens, auf, gelangt man zur epistemischen Logik.
| Formel                      | Modale Deutung           | Deontische Deutung     | Temporale Deutung                                | Epistemische Deutung             |
| {\displaystyle \Diamond } p | Es ist möglich, dass p   | Es ist erlaubt, dass p | p gilt irgendwann in der Zukunft (Vergangenheit) | Ich halte es für möglich, dass p |
| {\displaystyle \Box } p     | Es ist notwendig, dass p | Es ist geboten, dass p | p gilt immer in der Zukunft (Vergangenheit)      | Ich halte es für gewiss, dass p  |

Charakteristisch für alle diese Deutungen ist, dass die oben genannten Folgerungen weiterhin sinnvoll und intuitiv bleiben. Dies soll hier nur anhand eines Beispiels, nämlich der Äquivalenz von {\displaystyle \Diamond p} und {\displaystyle \neg \Box \neg p}, gezeigt werden.
- „Es ist erlaubt, dass p“ ist äquivalent zu „Es ist nicht geboten, dass nicht-p“
- „p gilt irgendwann in der Zukunft“ ist äquivalent zu „Es ist nicht der Fall, dass nicht-p immer in der Zukunft gilt“
- „Ich halte es für möglich, dass p“ ist äquivalent zu „Ich halte es nicht für gewiss, dass nicht-p“.

## Verschiedene Systeme der Modallogik

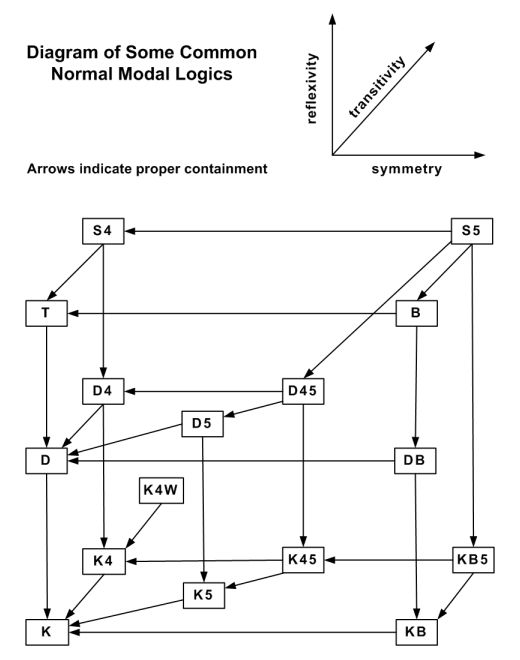
Die Systeme oder Axiomschemata der normalen Modallogik im Verhältnis zu den Beziehungen zwischen den von einer Ausgangswelt aus erreichbaren möglichen Welten

### Syntaktische Charakterisierung
Ein formales System der Modallogik entsteht dadurch, dass man einer Aussagenlogik oder Prädikatenlogik modallogische Formeln und zusätzliche Axiome bzw. Schlussregeln hinzufügt. Je nachdem von welcher Logik man ausgeht, spricht man von modallogischer Aussagen- bzw. Prädikatenlogik. Die Sprache der Modallogik enthält alle aussagen- bzw. prädikatenlogischen Formeln sowie zusätzlich alle Formeln der Gestalt {\displaystyle \Box p} und {\displaystyle \Diamond p} für alle modallogischen Formeln {\displaystyle p}.
Dabei kann Box durch Diamond definiert werden und umgekehrt nach den bereits bekannten Äquivalenzen:
- {\displaystyle \Diamond p} ist äquivalent zu {\displaystyle \neg \Box \neg p}
- {\displaystyle \Box p} ist äquivalent zu {\displaystyle \neg \Diamond \neg p}

In Bezug auf den modallogischen Ableitungsbegriff ist zunächst festzustellen, dass es verschiedene solche Begriffe gibt, mit denen sich unterschiedliche modallogische „Systeme“ bilden lassen. Dies hängt zum Teil mit den oben genannten, verschiedenen Deutungen der Operatoren Box und Diamond zusammen.
Die allermeisten Modalsysteme bauen auf dem System K (K steht für Kripke) auf. K entsteht dadurch, dass man das Axiomschema K setzt und die Schlussregel der Nezessisierung (auch als „Gödelregel“ bezeichnet, nach dem Logiker Kurt Gödel) erlaubt:
- Axiomschema K: {\displaystyle \Box (p\rightarrow q)\rightarrow (\Box p\rightarrow \Box q)}.
- Nezessisierungsregel: Wenn gilt: {\displaystyle \vdash p} (d. h. wenn p ableitbar ist), so gilt auch {\displaystyle \vdash \Box p} ({\displaystyle \Box p} ist ableitbar).

Im System K sind bereits alle oben diskutierten Folgerungen gültig, mit Ausnahme der umstrittenen Barcan-Formeln, von denen eine gegebenenfalls als eigenes Axiom hinzugefügt werden muss (die jeweils andere ergibt sich dann ebenfalls).
Fügt man zum System K das Axiomenschema T hinzu, so erhält man das System T.
- Axiomenschema T: {\displaystyle p\rightarrow \Diamond p} oder auch {\displaystyle \Box p\rightarrow p}

Unter der modalen Deutung ist dieses Schema intuitiv gültig, denn es besagt, dass wahre Aussagen immer auch möglich sind. Unter der deontischen Deutung erhält man, dass alles, was wahr ist, auch erlaubt ist, und dies ist intuitiv keine gültige Folgerung, denn es gibt ja auch Regelverstöße und damit wahre, aber nicht erlaubte Aussagen. Für deontische Anwendungen schwächt man daher das Axiomenschema T zum Axiomenschema D ab. Fügt man D zu K hinzu, erhält man das System D (D für „deontisch“)
- Axiomenschema D: {\displaystyle \Box p\rightarrow \Diamond p}

D besagt unter der deontischen Deutung, dass alles was geboten ist, auch erlaubt ist, und stellt daher unter dieser Deutung eine sinnvolle Folgerung dar.
Erweitert man T um das Axiomenschema B, so erhält man das System B. (B steht hier für Brouwer.)
- Axiomenschema B: {\displaystyle p\rightarrow \Box \Diamond p}

Das System S4 entsteht dadurch, dass man das System T um das Axiomenschema 4 erweitert. (Die Bezeichnung S4 ist historisch und geht auf den Logiker C.I. Lewis zurück. Lewis hat fünf Modalsysteme entwickelt, von denen heute aber nur noch zwei, S4 und S5, in Gebrauch sind.)
- Axiomenschema 4: {\displaystyle \Box p\rightarrow \Box \Box p} oder auch {\displaystyle \Diamond \Diamond p\rightarrow \Diamond p}

Die Systeme S4 und B sind beide stärker als T und damit auch als D. „Stärker“ bedeutet hier, dass alle Formeln, die in T (bzw. D) beweisbar sind, auch in S4 und B beweisbar sind, aber nicht umgekehrt. S4 und B sind unabhängig voneinander, d. h., dass in beiden Systemen Formeln beweisbar sind, die in dem jeweils anderen nicht beweisbar sind.
Fügt man dem System T das Axiomenschema 5 hinzu, erhält man das System S5.
- Axiomenschema 5: {\displaystyle \Diamond p\rightarrow \Box \Diamond p}

S5 ist sowohl stärker als S4 als auch als B. Man beachte, dass das Axiomenschema 4 unter einer temporalen Deutung gültig ist, nicht jedoch 5: Wenn es zu einem Zeitpunkt in der Zukunft einen Zeitpunkt in der Zukunft gibt, zu dem p gilt, dann gibt es einen Zeitpunkt in der Zukunft, zu dem p gilt (4). Es stimmt aber nicht, dass, wenn es einen Zeitpunkt in der Zukunft gibt, zu dem p gilt, es für alle Zeitpunkte in der Zukunft, einen solchen Zeitpunkt gibt (5). S4, aber nicht S5, eignet sich also für eine temporale Deutung.
In S4 und S5 können Ketten von Modaloperatoren zu einem einzelnen Operator reduziert werden. In S4 ist dies jedoch nur erlaubt, wenn die Kette aus gleichen Operatoren besteht. Die Formel {\displaystyle \Diamond \Diamond \Diamond \Diamond p} ist beispielsweise dort äquivalent mit {\displaystyle \Diamond p}. In S5 kann man beliebige Ketten, also auch ungleichartige, reduzieren. Statt {\displaystyle \Box \Box \Diamond \Box \Diamond p} kann man dort einfach schreiben {\displaystyle \Diamond p}. In allen anderen erwähnten Modalsystemen ist keine Reduktion möglich.
Die zuletzt angesprochene Eigenschaft des Systems S5 macht es für viele Modallogiker zu dem geeignetsten für Modallogik im eigentlichen, strengen Sinn, also für die Analyse der Ausdrücke „möglich“ und „notwendig“. Der Grund liegt darin, dass wir einer wiederholten Anwendung dieser Ausdrücke auf eine Aussage, im Gegensatz zu einer einfachen Anwendung, intuitiv keinen wirklichen Sinn zuweisen können. Es ist beispielsweise schwer zu sagen, was „Es ist notwendig, dass es möglich ist, dass es regnet“ heißen soll im Gegensatz zu einfach „Es ist möglich, dass es regnet“. Aus dieser Perspektive ist es ein Vorteil von S5, dass es wiederholte Anwendungen der Operatoren auf einfache zurückführt, auf diese Weise kann mit jeder modallogischen Formel ein intuitiver Sinn verbunden werden.

### Semantische Charakterisierung
Die formale Semantik der Modallogik bezeichnet man nach dem Logiker Saul Kripke oft als „Kripke-Semantik“. Bei der Kripke-Semantik handelt es sich um die Formalisierung des intuitiven Begriffs der möglichen Welt. Ein Kripke-Modell besteht aus einer Menge solcher Welten, einer Zugänglichkeitsrelation (auch: Erreichbarkeitsrelation) zwischen ihnen und einer Interpretationsfunktion, die jeder Aussagenvariablen in jeder einzelnen der Welten einen der Werte „wahr“ oder „falsch“ zuordnet.
Die Wahrheit einer Formel in einer möglichen Welt w ist dann wie folgt definiert:
- Aussagenvariablen sind wahr in der Welt w, wenn die Interpretationsfunktion ihnen in w den Wert „wahr“ zuweist.
- {\displaystyle \neg p} ist wahr in w, wenn p falsch in w ist, sonst falsch
- {\displaystyle p\wedge q} ist wahr in w, wenn p und q beide wahr in w sind, sonst falsch
- {\displaystyle \Diamond p} ist wahr in w, wenn es eine von w aus zugängliche Welt v gibt und p in v wahr ist; andernfalls ist {\displaystyle \Diamond p} falsch in w
- {\displaystyle \Box p} ist wahr in w, wenn für alle von w aus zugänglichen Welten v gilt, dass p in v wahr ist; andernfalls ist {\displaystyle \Box p} falsch in w

| Name | Axiome                                                                      | Zugänglichkeitsrelation                                  |
| ---- | --------------------------------------------------------------------------- | -------------------------------------------------------- |
| K    | {\displaystyle \Box (p\rightarrow q)\rightarrow (\Box p\rightarrow \Box q)} | beliebig                                                 |
| T    | K + {\displaystyle \Box p\rightarrow p}                                     | reflexiv                                                 |
| D    | K + {\displaystyle \Box p\rightarrow \Diamond p}                            | seriell: {\displaystyle \forall w\,\exists v\,(w\;R\;v)} |
| B    | T + {\displaystyle p\rightarrow \Box \Diamond p}                            | reflexiv und symmetrisch                                 |
| S4   | T + {\displaystyle \Box p\rightarrow \Box \Box p}                           | reflexiv und transitiv                                   |
| S5   | T + {\displaystyle \Diamond p\rightarrow \Box \Diamond p}                   | reflexiv, transitiv und symmetrisch                      |

Hier lassen sich noch zusätzliche Klauseln für eventuelle weitere Junktoren oder Quantoren hinzufügen. Eine Formel ist gültig, wenn sie in allen Kripke-Modellen wahr ist. Die oben besprochenen verschiedenen Modalkalküle lassen sich nun über verschiedene Bedingungen an die Zugänglichkeitsrelation zwischen den Welten abbilden. Das System K entsteht, wenn an die Zugänglichkeitsrelation gar keine Bedingung geknüpft ist. Alle und nur die bei einer solchen beliebigen Zugänglichkeitsrelation gültigen Formeln sind also in K beweisbar. Um das System T zu erhalten, muss man die Forderung an die Zugänglichkeitsrelation aufstellen, dass jede Welt von sich selbst aus zugänglich sein soll, die Relation muss also reflexiv sein. Setzt man die Zugänglichkeitsrelation so fest, ergibt sich, dass die gültigen Formeln genau die im System T beweisbaren sind. Für das System D muss es für jede Welt mindestens eine zugängliche geben, solche Relationen nennt man seriell (oder linkstotal). Für B wird neben Reflexivität auch Symmetrie gefordert, d. h. ist w von v aus zugänglich, so muss auch v von w aus zugänglich sein. In S4 ist die Zugänglichkeitsrelation reflexiv und transitiv, d. h. ist w von v aus zugänglich und v von u aus, so auch w von u aus. Für S5 schließlich muss die Zugänglichkeitsrelation zugleich reflexiv, symmetrisch und transitiv sein, d. h. es handelt sich um eine Äquivalenzrelation.

### Deontische und normative Modallogik
Der Logiker und Philosoph Paul Lorenzen hat die Modallogik um die deontische und die normative Modallogik erweitert, um die technischen und politischen Wissenschaften dadurch zu begründen (konstruktive Wissenschaftstheorie).
Die Modalworte „kann“ und „muss“ werden wie üblich formal rekonstruiert. Die entsprechenden oben angeführten Zeichen werden nur leicht modifiziert. Die verschiedenen Formen der Modallogik verfügen mit solchen Begriffen über technische und politische Kurzfassungen von Verlaufshypothesen:
- Handlungsvermögen: Das Mädchen kann vom Sprungbrett springen
- Ethisch-politisches Dürfen: Tilman darf ein Stück Pizza bekommen
- Biologisch-medizinisches Werden: Aus einem Kirschkern kann ein Baum entstehen
- Verlaufshypothesen (Naturgesetze): Das Haus kann zusammenfallen
- Technisches Können: Das Auto kann mit Katalysator gebaut werden

Entsprechend lassen sich zu den „kann“-Modalitäten „muss“-Modalitäten bilden. Alle Modalworte (zum Beispiel Notwendigkeit) sind in der Modallogik Lorenzens zunächst zwanglos, das heißt, dass die in der Modallogik gemachten Aussagen nur relativ zu einem vermeintlichen Wissen gelten. Die verschiedenen Typen von Modalitäten spielen auch zusammen. Etwa in dem Satz: „Erreichbarkeit (menschliches Vermögen) impliziert Möglichkeit (technische kann-Hypothese)“.
Sind Modalaussagen formal logisch wahr, so kann das zugrunde liegende vermeintliche Wissen weggeschnitten werden. Auf diese Weise lassen sich also modallogische Wahrheiten unabhängig davon bilden, ob das zugrunde liegende Wissen stimmt. Dies folgt aus dem Schnittsatz. Für Lorenzen besteht darin eine Pointe die Modallogik einfach zu fundieren.